# Noëlle Lenoir

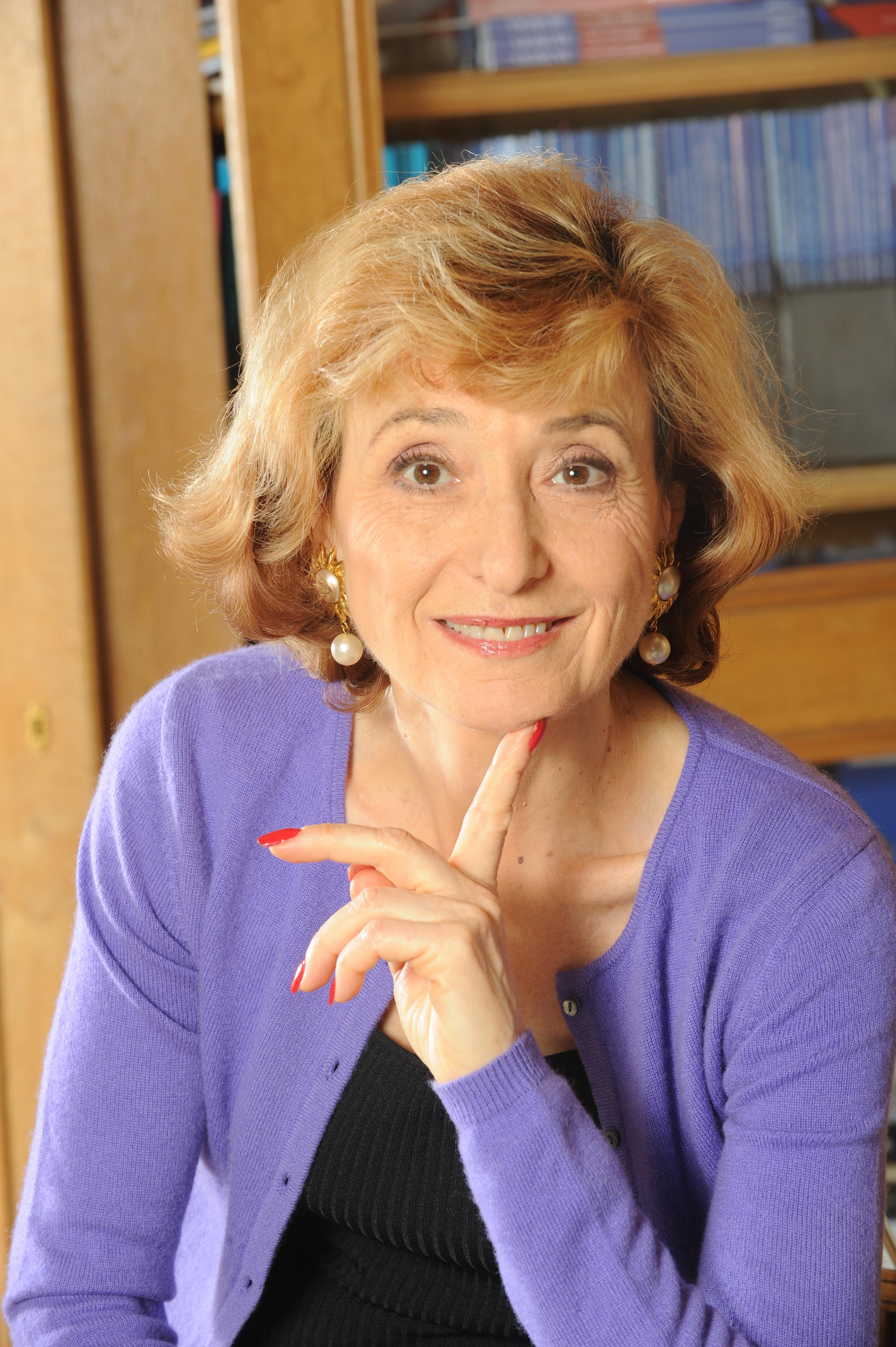
Noëlle Lenoir (2015)

Noëlle Lenoir (* 27. April 1948 in Neuilly-sur-Seine) ist eine französische Juristin und Politikerin. Als erste Frau saß sie von 1992 bis 2001 im Conseil constitutionnel. Danach war sie von 2002 bis 2004 Ministerin für Europäische Angelegenheiten.

## Leben
Nach dem Baccalauréat (Abitur) studierte Lenoir am Institut d’études politiques de Paris (Sciences Po), dessen Diplom sie 1968 erhielt. Im Jahr 1971 machte sie ihre Maîtrise an der Universität Panthéon-Assas (Paris II) und 1972 das DESS im Öffentlichen Recht an der Université Paris 1 Panthéon-Sorbonne.
Noëlle Lenoir war von 1972 bis 1982 Verwalterin im Senat. Zwischen 1982 und 1984 war sie Direktorin der Datenschutzbehörde Commission Nationale de l’Informatique et des Libertés (CNIL, Nationale Kommission für Informatik und Freiheit). Von 1984 bis 2001 saß Lenoir im höchsten Verwaltungsgericht, dem Conseil d’État, bei und war von 1988 bis 1991 Stabschefin des Justizministers Pierre Arpaillange. Von 1989 bis 1995 war sie Bürgermeisterin der kleinen Gemeinde Valmondois im Département Val-d’Oise, unterstützt von der Parti socialiste (PS).
Anschließend war sie zwischen 1990 und 1991 für die Bioethik beim Premierminister Michel Rocard (PS) tätig. In dieser Zeit verfasste sie den Bericht Aux frontières de la vie (An die Grenzen des Lebens, Paris 1991). 1992 war Noëlle Lenoir Präsidentin der Europäischen Gruppe für Ethik bei der Europäischen Kommission. Von 1993 bis 1998 war Lenoir Präsidentin des Internationalen Bioethik-Komitees der UNESCO. Dort war sie zuständig für die Allgemeine Erklärung über das menschliche Genom und Menschenrechte, die im Jahr 1998 von der Generalversammlung der Vereinten Nationen verabschiedet wurde.
Im März 1992 wurde sie vom Präsidenten der Nationalversammlung, Henri Emmanuelli (PS), zum Mitglied des französischen Verfassungsgerichtes, dem Conseil constitutionnel, ernannt, dem sie bis 2001 angehörte. Anschließend war Lenoir erneut Mitglied des Conseil d’Etat (höchstes Verwaltungsgericht). Zudem war sie Gastprofessorin für Biotechnologie-Recht und Europarecht an der Columbia Law School in New York (2001–2002) und Gastdozentin für vergleichendes Verfassungsrecht am University College London (2001–2003) sowie Chronistin bei der französischen Zeitschrift L’Express. Vom 17. Juni 2002 bis 29. März 2004 war Lenoir Ministerin für Europäische Angelegenheiten im Mitte-rechts-Kabinett Raffarin II. Im Jahr 2003 war sie Beauftragte der Regierung für die deutsch-französische Zusammenarbeit.
Seit 2004 ist Noëlle Lenoir als Rechtsanwältin tätig, zunächst bei der Kanzlei Debevoise & Plimpton, 2009 wechselte sie zu Jeantet & Associés Paris. Seit 2011 ist sie Partnerin der Kanzlei Kramer Levin Naftalis & Frankel in Paris. Dort arbeitet sie im Bereich Compliance, internationale Ermittlungen, öffentliches Recht und Wettbewerbsrecht. Parallel ist sie seit 2004 Honorarprofessorin und Präsidentin des Europäischen Instituts der Wirtschaftshochschule HEC Paris. Sie ist Gründungspräsidentin des Cercle des Européens, einer Denkfabrik für Diskussionen über europäische Themen.

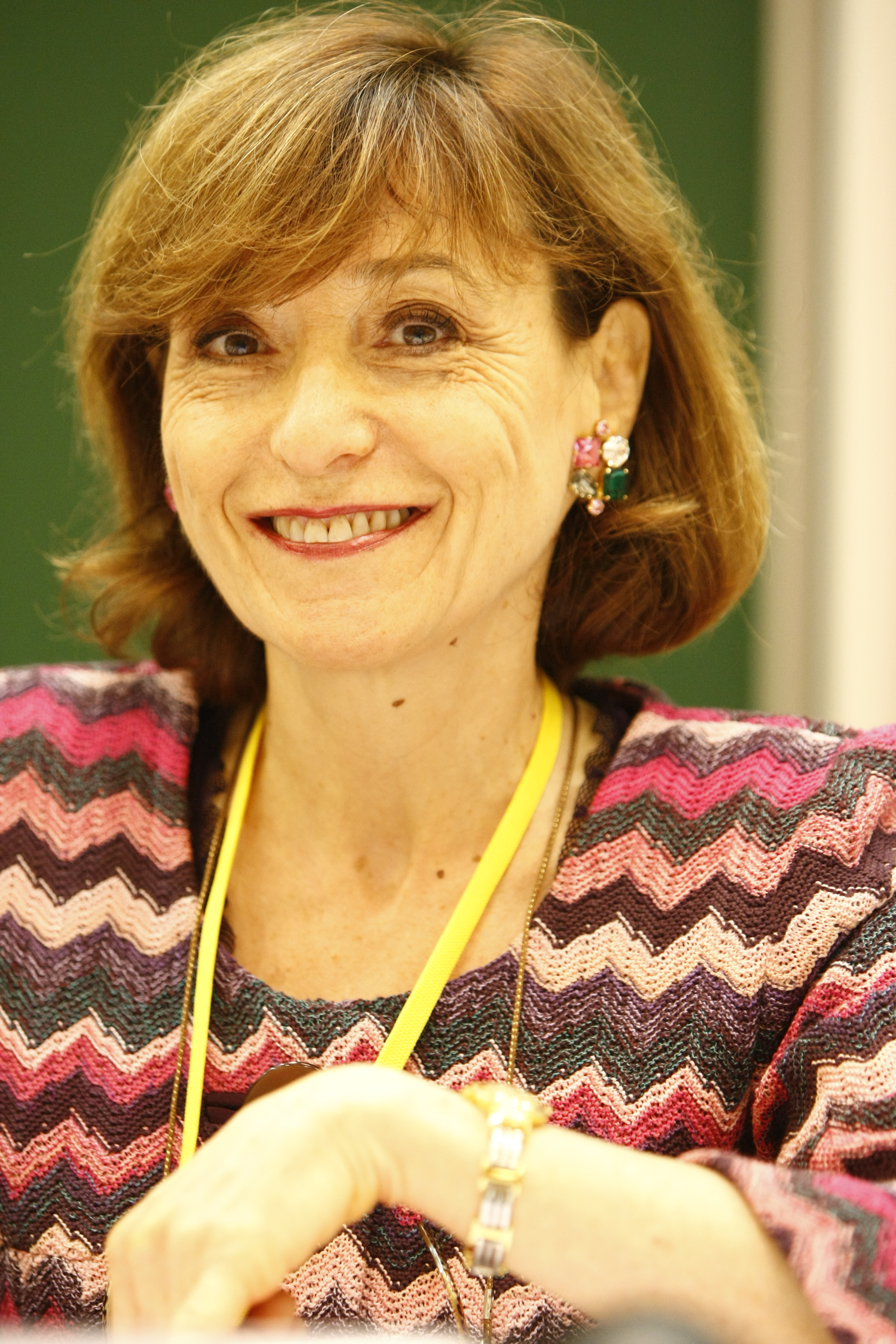
Lenoir im Jahr 2008

Von 2005 bis 2007 war Lenoir Moderatorin der Sendung Les grands débats du jeudi („Die Großen Donnerstags-Debatten“) beim Radiosender BFM. Zwischen 2006 und 2007 war sie Projektleiterin über das Statut der Europäischen Gesellschaft, im Auftrag des französischen Justizministers Pascal Clément; die Abgabe des Berichtes erfolgte am 19. März 2007. Ab 2007 war Noëlle Lenoir Chronistin über Europa bei der französischen Zeitung La Tribune. Als Divers droite (d. h. Parteilose des Mitte-rechts-Lagers) war sie von 2008 bis 2010 erneut Bürgermeisterin von Valmondois. Zugleich war sie Vizepräsidentin des Gemeindeverbands Communauté de communes de la Vallée de l’Oise et des Impressionnistes sowie Mitglied des Leitungsausschusses der Association des maires de France (Spitzenverband der französischen Bürgermeister).
Zudem wurde sie 2008 Mitglied des Verwaltungsrats der Kapitalanlagegesellschaft Generali Investments Europe. In entsprechender Position war sie auch beim Automobilzulieferer Valeo tätig (2010–2019) und ist es seit 2013 beim Freizeitparkbetreiber Compagnie des Alpes. Von 2012 bis 2014 beriet sie die französische Nationalversammlung auf Vorschlag des Präsidenten Claude Bartolone als Expertin für Deontologische Ethik. Seit 2017 ist sie Vizepräsidentin des französischen Komitees der Internationalen Handelskammer (ICC). Von 2018 bis 2019 war sie Präsidentin des wissenschaftlichen und ethischen Komitees des Onlineportals für Studienplatzvergabe Parcoursup beim Wissenschaftsministerium.

## Veröffentlichungen
- La transparence administrative (Die Verwaltungstransparenz; 1987)
- Aux frontières de la vie. une éthique biomédicale à la française (An den Grenzen des Lebens. eine Biomedikalische Ethik „à la française“; 1991)
- Les normes internationales de la bioéthique (Die Internationalen Normen der Bioethik; 1998, 2004)
- La Justice de Daumier à nos jours (Die Justiz. von Daumier bis zur Gegenwart; 1999)
- Relever les défis de la biotechnologie (Herausforderungen der Biotechnologie gerecht werden; 2002)
- La vie politique de Daumier à nos jours (Das politische Leben von Daumier bis zur Gegenwart; 2005)
- La Societas Europaea ou SE. pour une citoyenneté européenne de l’entreprise (Die Societas Europaea oder SE: für eine Europäische Staatsbürgerschaft des Unternehmens; 2007)
- Europe. mon beau souci. le blog de Noëlle Lenoir auf der Website von L’Express

## Weitere Mandate und Vereine
- Seit 1994: Ehrenpräsidentin des Vereins Les amis de Daumier (Die Freunde von Daumier)
- Seit 1998: Mitglied des American Law Institute
- Seit 2001: Mitglied der Académie des Technologies

## Ehrungen
- Offizier der Ehrenlegion
- Kommandeur und Großoffizier (2014) des Ordre national du Mérite
- Orden Leopolds II. (Belgien), Großoffizier
- Verdienstorden der Republik Polen, Komtur
- Großes Bundesverdienstkreuz (2. Februar 2007)[7]
- Ehrendoktor der Suffolk University (USA)
- Ehrendoktor der University College London
- Distinguished fellow of Hastings Center (USA)
- Honorary bencher der Anwaltskammer Gray’s Inn (England)